# Maprounea brasiliensis
Maprounea brasiliensis är en törelväxtart som beskrevs av Augustin François César Prouvençal de Saint-Hilaire.
Maprounea brasiliensis ingår i släktet Maprounea och familjen törelväxter. Inga underarter finns listade i Catalogue of Life.